# 고이화
고이화(高利花, 1916년 3월 6일~2014년)는 한국의 독립운동가이다. 제주특별자치도 제주시 우도면 출신으로 해녀로 활동하다가 1931년 - 1932년 사이에 있었던 제주잠녀항쟁에 참여하했으며 일제 경찰에 체포되어 고초를 겪었다. 제주 4·3 사건 때에는 시댁 식구와 남편이 모두 죽임을 당하는 비극을 겪기도 하였다.

## 어린 시절
1916년 3월 6일 제주도 구좌읍 연평리(현재의 우도면)에서 4남내의 막내로 태어났다. 위로 언니 둘과 오빠 한 명이 있었다. 아버지는 참봉 벼슬을 하여 우도에서는 고선달이라고 불렸다. 우도는 토지가 비좁아 누구나 바다에 의지해 살았고, 고이화 역시 어려서부터 어머니를 따라 물질을 배웠다. 1929년 14세에 해녀가 되었는데 그해 수심 깊은 곳에서 일하다 고막이 터졌다. 15세부터 일본과 전국 각지로 출가 물질을 다녔다.
제주 지역의 어촌계에는 잠수회 또는 해녀회나 부녀회라는 이름으로 해녀 조직이 구성되어 있으며 동료 의식이 매우 강하다. 해녀들은 스스로 상군, 중군, 하군으로 기량을 구분한다. 일제강점기 이후 출가 물질을 하다 한반도 전역은 물론 일본까지 가서 정착한 사람들이 있다. 이들은 정착한 지역에 해녀 노젓는 소리와 같은 노래와 문화를 전파하기도 하였다. 고이화는 남달리 몸집이 크고 숨이 길어서 어린 나이에 "애기상군"으로 불렸다.

## 항일 운동
1931년부터 1932년 사이에 있었던 제주 제주잠녀항쟁은 일제가 만든 관제 해녀조합이 해녀들이 체취한 해산물에 터무니없는 가격을 매겨 착취하자 저항한 운동이다. 일제강점기 시기 제주 해녀는 전국으로 출가 물질을 갔는데 여자가 살갗을 드러내고 일한다고 멸시가 심했다. 1920년 해녀들은 권익보호를 위해 해녀조합을 만들었지만, 20년대 중반부터 일본인인 제주도사가 조합장을 겸임하면서 수탈이 심해졌다. 채취한 해산물을 특정 상인이 독점 수매하도록 하여 시가의 절반에 팔도록 하고 각종 경비도 해녀에게 부담시켰다. 해녀들은 당시 야학을 하며 지원해 주던 사회주의 계열 청년들의 도움을 받아 항쟁에 나섰다. 해녀들은 도사의 자동차를 포위하고 요구 조건을 대부분 관철시켰지만, 이후 주동자 100여명이 경찰에 체포되어 고초를 겪었다. 1932년 3월 고이화는 우도 해녀 270여명과 함께 10여 척의 풍선에 나눠타고 구좌읍 종달리 두문포 해변에 내려 시위를 벌이다 일본경찰로부터 심한 구타를 당해 지금도 상처가 남아 있다.
1933년 18세가 되어 억지로 원치 않는 결혼을 했다. 결혼한 지 6일 만에 도망나와 숨었다가 이혼하기로 하고 남편이 새장가 갈 돈을 벌기위해 시아버지와 함께 안흥으로 출가 물질을 갔다. 그 해 70원을 벌고, 다시 20살에 140원을 벌어 검은 두루마기와 돼지를 사서 남편을 다시 장가보냈다. 시어머니는 며느리를 돌려 보내며 양은대야가 깨진것 같다고 슬퍼하였다고 한다. 고이화는 그 후로도 출가 물질을 계속하다 1937년 22세에 이정욱과 재혼하였다. 이정욱은 일본에서 상업학교를 나와 기자생활을 했고, 고이화는 그런 남편을 존경하였다. 그러나 시아버지가 해녀 활동을 그만두라고 하자 견딜 수 없어 집을 나오고 첫째를 임신한 채로 충청도로 물질을 갔다.

## 4·3 사건
고이화는 그렇게 출가 물질을 계속하다 대마도에서 해방을 맞았다. 제주도로 돌아와 살다 제주 4·3 사건이 일어났다. 임신 중이었던 고이화는 하혈기가 있어서 우도 친정으로 갔는데 그 사이 외도에 있던 시댁 식구가 모두 경찰에 의해 죽임을 당하였고, 남편마저 화병으로 죽었다. 시아버지는 수용소에 끌려갔다 풀려난 그날 죽임을 당했는데 수용소 벽에 "내가 무슨 죄를 지어 죽이려 하느냐?"고 글을 적었다고 한다. 시댁은 비교적 부유한 집이었으나 당시 일본계 은행이었던 성산은행이 불타면서 맡겨두었던 자산마저 모두 불에 탔다. 딸 옥희가 태어나고 그 뒤로 충청도와 백령도 등지에서 물질을 계속했다.

## 제주해녀상
일흔이 넘어 우도로 돌아와 계속해서 해녀 활동을 하고 있다. 2000년 첫번째 제주해녀상을 받을 당시 우도에서는 "대상군"으로 통했다.

## 참고 문헌
- 김은실, 〈고이화〉, 《한국여성인물사 - 한국여성근현대사 1: 개화기 - 1945년》, 숙명여자대학교 아시아여성연구소, 2004년, ISBN 89-7182-148-5
- 좌혜경, 〈구비전승〉, 《제주특별자치도 제주시 구좌읍 하도리 민속지》, 국립민속박물관, 2007년

## 같이 보기
- 해녀
- 제주잠녀항쟁
- 제주 4·3 사건